# 브르제티슬라프 3세

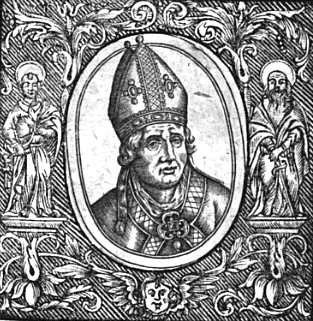
브르제티슬라프 3세

브르제티슬라프 3세(체코어: Břetislav III.) 또는 인드르지흐 브르제티슬라프(체코어: Jindřich Břetislav, ? ~ 1197년)는 보헤미아의 공작(재위: 1193년 ~ 1197년)이다.

## 생애
블라디슬라프 2세 공작의 동생인 인드르지흐(Jindřich, 생년 미상 ~ 1169년 이후에 사망)와 그의 아내인 마르케타(Markéta)의 아들로 태어났다. 파리 대학교를 수석으로 졸업했고 나중에 보헤미아 비셰흐라트로 귀환하게 된다.
1182년 프라하 주교로 선출된 이후에는 보헤미아의 공작을 역임하고 있던 베드르지흐와 갈등을 빚었다. 1187년에는 신성 로마 제국의 프리드리히 1세 황제에게 보헤미아의 베드르지흐 공작이 일으킨 위법 행위를 고발하는 내용이 담긴 공식 서한을 전달했다.
1192년에는 보헤미아의 공작을 역임하고 있던 오타카르 1세를 폐위시켰다. 바츨라프 2세는 신성 로마 제국의 하인리히 6세 황제에게 지원을 호소했지만 체포되고 만다. 브르제티슬라프는 오타카르 1세를 지지했지만 보헤미아의 공작과 모라바 변경백에게 6,000 에쿠(Ecu)를 지급해야 했다. 브르제티슬라프는 산티아고데콤포스텔라 순례에 나서던 도중에 하인리히 6세에 의해 포로로 잡히고 만다.
1193년 6월 보름스에서 열린 신성 로마 제국의 제국회의를 통해 보헤미아의 공작으로 즉위했다. 1193년 12월 25일에는 프라하 법원으로부터 신변 보호 조치를 받았다. 1195년에는 모라바로 진격하면서 자신의 지지 세력을 확장해 나갔다.
신성 로마 제국의 마이센 원정에도 직접 나섰으며 그가 이끄는 군대는 마이센에 있던 교회를 약탈하기도 했다. 이 계획은 원래 1195년 12월에 보름스에서 열린 십자군 회의에서 계획되었지만 실제로 이뤄지지는 않았다. 1197년에 사망했으며 그의 공작위는 블라디슬라프 3세가 승계받았다.
| 전임 오타카르 1세 | 보헤미아의 공작 1193년 ~ 1197년 | 후임 블라디슬라프 3세 |